# Rudolf Jugert
Rudolf Gustav Wilhelm Jugert (* 30. September 1907 in Hannover; † 14. April 1979 in München) war ein deutscher Filmregisseur.

## Leben
Rudolf Jugert war der Sohn des hannoverschen Stadtamtsmannes Gustav Jugert und dessen Ehefrau Mimi, geborene Lange. Zu seinen Vorfahren zählt der Dichter Theodor Körner. Er besuchte das Realgymnasium bis zum Abitur und studierte dann von 1926 bis 1932 an der Tierärztlichen Hochschule Hannover und dann an den Universitäten Tübingen, Göttingen, Greifswald, Hamburg und Leipzig 10 Semester Medizin und anschließend fünf Semester Philologie und Theater- und Zeitungswissenschaft sowie Kunstgeschichte. Er begann 1931 als Dramaturg am Schauspielhaus Leipzig, wo er bald Regieassistent, Regisseur und schließlich Oberspielleiter wurde. 1938 ging Jugert nach Rom und begann beim Regisseur und Autor Alessandro Blasetti in den Cinecittà-Studios eine Filmausbildung.
Von 1939 bis 1946 war Jugert Regieassistent bei Helmut Käutner, den er in Leipzig kennengelernt hatte. Selbst Regie zu führen, lehnte er bis zum Kriegsende ab. 1943 wurde er zur Wehrmacht eingezogen, wo er als Dolmetscher italienische Soldaten für ihren Einsatz auf deutscher Seite vorbereitete, und geriet in amerikanische Gefangenschaft.
Nach seiner Rückkehr aus der Kriegsgefangenschaft heiratete er seine Jugendfreundin Katja Julius, Tochter des hannoverschen Hoffotografen Hugo Julius, mit der er seit 1941 einen Sohn Frank-Michael hatte. 1947 führte Jugert in Film ohne Titel erstmals selbst Regie. Mit Filmen wie der musikalischen Komödie „Hallo, Fräulein“ (1949), dem hoch gelobten, pazifistischen Drama „Es kommt ein Tag“ (1950) oder den Melodramen „Nachts auf den Straßen“ (1952; Deutscher Filmpreis in den Kategorien Film und Regie) und „Illusion in Moll“ (1952) etablierte sich Jugert als vielversprechender und vielseitiger Regisseur publikumsträchtiger, intelligenter Unterhaltungsfilme. Bereits gegen Ende der 1950er Jahre aber begann sein Stern nach einer Reihe zwar ambitionierter, aber wenig erfolgreicher Arbeiten zu sinken.  Dabei widmete er sich unterschiedlichen Genres, von Melodramen und Heimatfilmen über Historienfilme bis hin zu Komödien. Seit Beginn der 1960er Jahre arbeitete Jugert vor allem fürs Fernsehen. In dem noch jungen Medium gelang es ihm, sich eine neue Unabhängigkeit zu erarbeiten – nach eigenen Drehbüchern und künstlerisch weitgehend unbehelligt inszenierte er Filme wie „Berliner Blockade“ (1968) und „Das Wunder von Lengede“ (1969). 
Rudolf Jugert arbeitete wiederholt mit ihm bereits aus anderen Produktionen bekannten Filmschaffenden zusammen, wie beispielsweise mit dem Filmkomponisten Erich Ferstl, oder auch dem Kameramann Rudolf Körösi, mit dem er beispielsweise TV-Serien wie Der Bastian (1973), Unsere Penny (1975) und Drei sind einer zuviel (1977) drehte.
Jugert starb 1979 an einem Krebsleiden.

## Auszeichnungen
- 1949: Bambi (Geschäftlich erfolgreichster Film 1948) für Film ohne Titel
- 1953: Goldener Leuchter (Vorgänger der Goldenen Schale als Auszeichnung für den besten abendfüllenden Spielfilm) für Nachts auf den Straßen
- 1964: Filmband in Gold (Abendfüllender Spielfilm) für Kennwort: Reiher

## Filmografie

### Regie-Assistenz
- 1939: Kitty und die Weltkonferenz (Helmut Käutner)
- 1940: Frau nach Maß (Helmut Käutner)
- 1940: Kleider machen Leute (Helmut Käutner)
- 1941: Auf Wiedersehn, Franziska (Helmut Käutner)
- 1941: Leichte Muse (Arthur Maria Rabenalt)
- 1942: Wir machen Musik (Helmut Käutner)
- 1943: Romanze in Moll (Helmut Käutner)
- 1943: Geliebter Schatz (Paul Martin)
- 1944: Große Freiheit Nr. 7 (Helmut Käutner)
- 1944/46: Unter den Brücken (Helmut Käutner)
- 1947: In jenen Tagen (Helmut Käutner) – auch als Darsteller

### Regie
- 1947: Film ohne Titel (auch Drehbuch mit Helmut Käutner)
- 1949: Hallo Fräulein!
- 1949: 1 x 1 der Ehe
- 1950: Es kommt ein Tag
- 1951: Eine Frau mit Herz
- 1951: Nachts auf den Straßen
- 1952: Illusion in Moll
- 1952: Ich heiße Niki
- 1953: Ein Herz spielt falsch
- 1953: Jonny rettet Nebrador
- 1954: Eine Liebesgeschichte
- 1954: Ihre große Prüfung
- 1954: Gefangene der Liebe
- 1955: Rosen im Herbst
- 1956: Studentin Helene Willfüer
- 1956: Kronprinz Rudolfs letzte Liebe
- 1956: Nina
- 1956: Der Meineidbauer
- 1957: Eva küßt nur Direktoren
- 1957: Ein Stück vom Himmel
- 1958: Frauensee
- 1959: Die feuerrote Baronesse
- 1959: Die Wahrheit über Rosemarie
- 1960: Endstation Rote Laterne
- 1960: Die junge Sünderin
- 1960: Der Satan lockt mit Liebe
- 1961: Die Stunde, die du glücklich bist
- 1962: Frauenarzt Dr. Sibelius
- 1962: Axel Munthe – Der Arzt von San Michele
- 1963: Bezaubernde Mama
- 1964: Kennwort: Reiher
- 1965: Der Tag danach (Fernsehfilm, 1965)
- 1965: Tatort (Fernsehfilm)
- 1965: Die fünfte Kolonne – Ein Mann namens Pavlow
- 1966: Die fünfte Kolonne – Stahlschrank SG III
- 1966: Die fünfte Kolonne – Mord auf Befehl
- 1967–1968: Der Vater und sein Sohn (TV-Serie, 13 Teile)
- 1968: Der Reformator
- 1969–1970: Meine Schwiegersöhne und ich (TV-Serie, 13 Teile)
- 1971: Preußen über alles. Bismarcks deutsche Einigung (TV, 2 Teile)[3]
- 1971: Schneewittchen
- 1971: Hänsel und Gretel
- 1971: Annemarie Lesser (Fernsehspiel)
- 1972: Der Bastian (TV-Serie, 13 Teile)
- 1972: Unsere heile Welt (TV-Serie, 13 Teile)
- 1974: Der Herr Kottnik (TV-Serie, 13 Teile)
- 1975: Unsere Penny (TV-Serie, 13 Teile)
- 1976: König Drosselbart
- 1977: Allerleirauh
- 1977: Die Gänsemagd
- 1977: Die kluge Bauerntochter
- 1977: Frau Holle
- 1977: Drei sind einer zuviel (TV-Serie, 13 Teile)
- 1978: Unternehmen Rentnerkommune (TV-Serie, 13 Teile)
- 1979: Balthasar im Stau (Fernsehspiel)